# Pseudocnemodus canadensis
Pseudocnemodus canadensis är en insektsart som först beskrevs av Léon Abel Provancher 1886.  Pseudocnemodus canadensis ingår i släktet Pseudocnemodus och familjen Rhyparochromidae. Inga underarter finns listade i Catalogue of Life.